# Wiesaz
Die Wiesaz entspringt nahe dem Albtrauf auf der Mittleren Kuppenalb und durchfließt danach überwiegend das Mittlere Albvorland. Sie mündet nach über 17 km langem Lauf ungefähr nach Nordwesten flussabwärts von Dußlingen im baden-württembergischen Landkreis Tübingen von rechts in die Steinlach, deren längstes Nebengewässer sie ist.

## Name
Der Bach wurde im Jahr 1484 als witzentzbach erstmals schriftlich erwähnt. Die Deutung des Namens ist unsicher. Er könnte sich von einem vorgermanischen Flussnamen *Visantia ableiten, der mit der indogermanischen Wortwurzel *ueis-/*uis- mit der Bedeutung „fließen“ in Zusammenhang steht.

## Geographie

### Verlauf
| Zuläufe und Bauwerke \| Wiesaz \| Wiesaz \| Wiesaz \| \| ----------------- \| ------ \| ---------------------- \| \| Legende \| \| \| \| in Genkingen \| \| \| \| \| \| \| \| der obere der \| \| drei Gönninger Seen \| \| \| \| Ahornbach \| \| Ramstel \| \| \| \| Gönningen \| \| Gönningen \| \| \| \| Rossbergbach \| \| \| \| Seebach \| \| \| \| \| \| \| \| \| \| Mühle Buck \| \| \| \| \| \| \| \| \| \| \| \| Druckleitung \| \| \| \| Bronnweiler \| \| \| \| \| \| \| \| \| \| \| \| \| \| \| \| \| \| Bronnweiler \| \| Kohlgrubenbächle \| \| \| \| \| \| \| \| Brühlbächle \| \| \| \| \| \| Riedwiesengraben \| \| Pfitzenbächle \| \| \| \| \| \| \| \| \| \| Schleifmühle \| \| \| \| \| \| Eiselbach \| \| \| \| \| \| \| \| Bruckgraben \| \| \| \| Gomaringen \| \| Gomaringen \| \| \| \| \| \| \| \| \| \| \| \| Gansklinge \| \| \| \| Erdmannsbach (Erdbach) \| \| \| \| Rosenbach \| \| \| \| \| \| \| \| \| \| \| \| \| \| Mittelbruckgraben \| \| \| \| \| \| \| \| \| \| Spundgraben \| \| Vogtswiesengraben \| \| \| \| \| \| \| \| Erlenbach \| \| \| \| B27 \| \| B27 \| \| Steinlach \| \| \| |  |                        |
| Wiesaz |  |                        |
| Legende |  |                        |
| in Genkingen |  |                        |
| |  |                        |
| der obere der |  | drei Gönninger Seen    |
| |  | Ahornbach              |
| Ramstel |  |                        |
| Gönningen |  | Gönningen              |
| |  | Rossbergbach           |
| |  | Seebach                |
| |  |                        |
| |  |                        |
| Mühle Buck |  |                        |
| |  |                        |
| |  |                        |
| Druckleitung |  |                        |
| Bronnweiler |  |                        |
| |  |                        |
| |  |                        |
| |  |                        |
| |  | Bronnweiler            |
| Kohlgrubenbächle |  |                        |
| |  |                        |
| Brühlbächle |  |                        |
| |  | Riedwiesengraben       |
| Pfitzenbächle |  |                        |
| |  |                        |
| |  | Schleifmühle           |
| |  |                        |
| Eiselbach |  |                        |
| |  |                        |
| Bruckgraben |  |                        |
| Gomaringen |  | Gomaringen             |
| |  |                        |
| |  |                        |
| |  | Gansklinge             |
| |  | Erdmannsbach (Erdbach) |
| |  | Rosenbach              |
| |  |                        |
| |  |                        |
| |  |                        |
| Mittelbruckgraben |  |                        |
| |  |                        |
| |  | Spundgraben            |
| Vogtswiesengraben |  |                        |
| |  |                        |
| Erlenbach |  |                        |
| B27 |  | B27                    |
| Steinlach |  |                        |

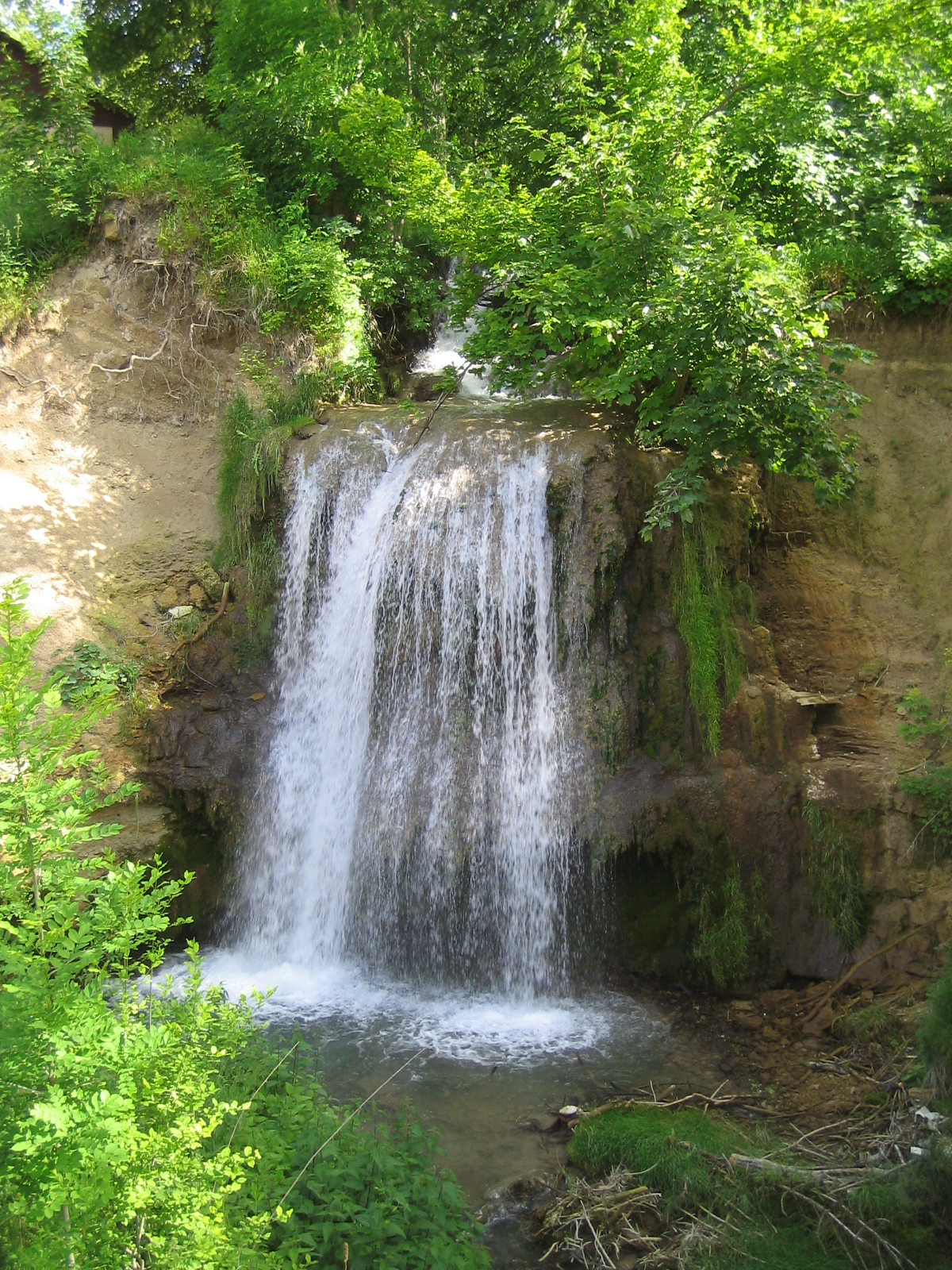
Sechs Meter hoher Wasserfall der Wiesaz in Gönningen

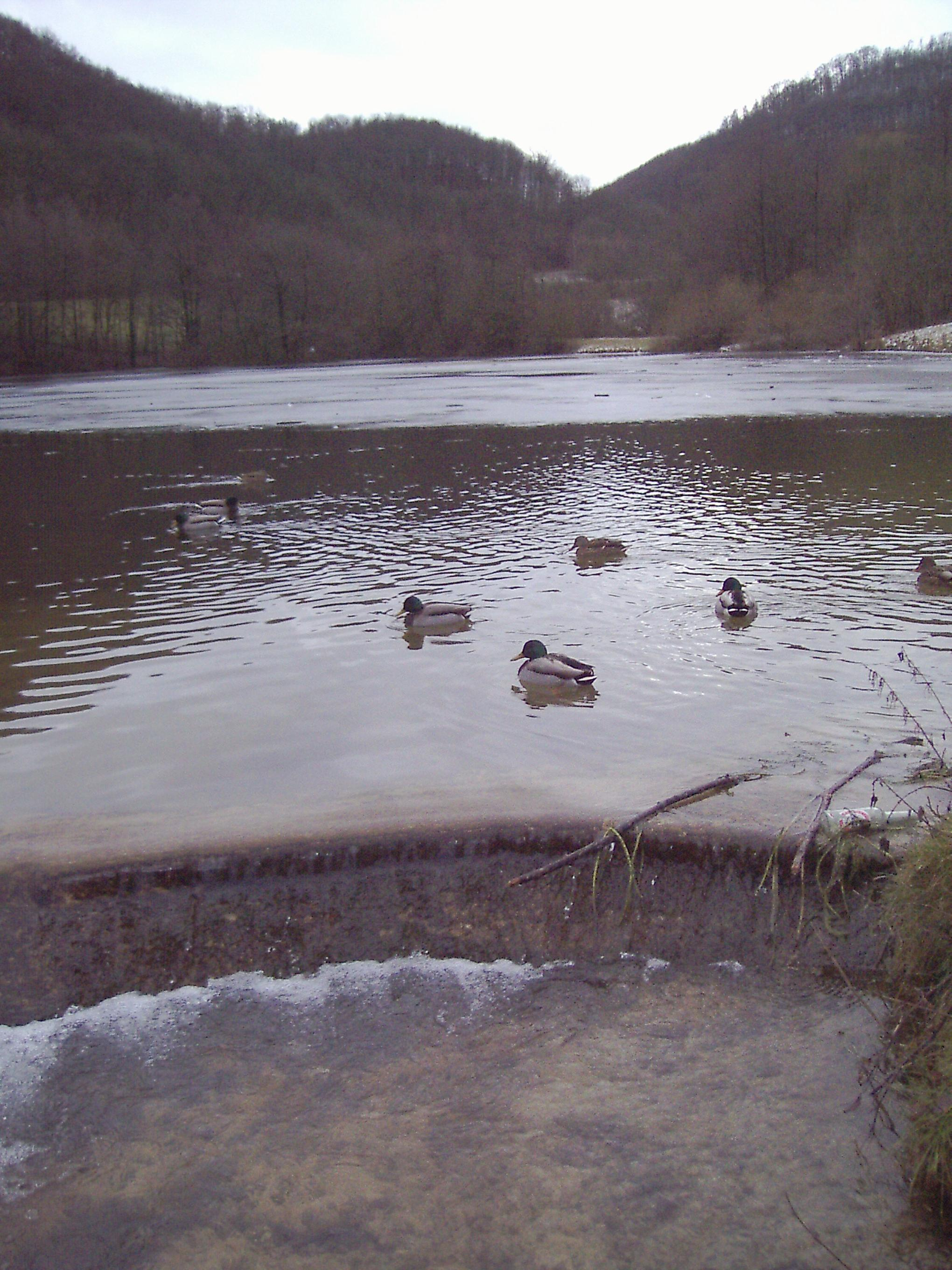
Gönninger See im oberen Wiesaztal: Der See wurde nach Ende des Abbaus des Gönninger Kalktuffs durch die Wiesaz geflutet

Die Wiesaz entspringt auf einer Höhe von rund 760 m ü. NN unterhalb des Sonnenbühler Ortsteils Genkingen auf der Schwäbischen Alb, einem Karstgebirge. Das austretende Quellwasser enthält viel gelösten Kalk, der nach Druckentlastung und durch die Entnahme von Kohlendioxid durch Wasserpflanzen, meist Algen, ausfällt. Dadurch haben sich im oberen Wiesaztal seit etwa 7000 Jahren mehrere Meter mächtige Kalktufflager gebildet, die bis 1975 zur Gewinnung des Gönninger Kalktuffs und Kalksands abgebaut wurden.
Die Wiesaz fließt durch den kleinsten der Gönninger Seen und an den zwei größeren vorbei, die alle im Rahmen von Renaturierungsmaßnahmen der ehemaligen Kalktuffsteinbrüche geschaffen wurden, sowie durch die Orte Gönningen und Bronnweiler, beides Ortsteile von Reutlingen, durch Gomaringen und an der Ansiedlung Pulvermühle von Dußlingen vorbei, bevor sie nach rund 17,5 Kilometern auf 360 m ü. NN unmittelbar nach Unterquerung der Bundesstraße 27 in die Steinlach mündet.
In Gomaringen nimmt die Wiesaz den vom Rahnberg im Süden kommenden Erdmannsbach auf, danach vor der Dußlinger  Wiesazsägmühle den Spundgraben; diese beiden linken Zuflüsse sind ihre mit Abstand längsten und einzugsgebietsreichsten, die rechten Nebenbäche sind alle unbedeutender. Zusammen mit dem jenseits der südlichen Wasserscheide weiter aufwärts westwärts zur Steinlach laufenden Öschenbach hat die Wiesaz ein Plateau zwischen Schömberg im Westen und Rinderberg im Osten von der Hochfläche der Alb nahezu abgetrennt. Den so entstandenen Ausliegerberg krönt der 870 m hohe Roßberg, einer der höchsten Berge der mittleren Schwäbischen Alb.
Im Verlauf der Wiesaz gibt es mehrere Mühlkanalabzweige und teilweise stillgelegte Säge- und Getreidemühlen, die den ganzjährig Wasser führenden Bach anzapfen. Ein Elektrizitätswerk und ein ehemaliges Sägewerk in Gomaringen nutzen bis heute die Wasserkraft des Bachs. Die Wiesaz nimmt in ihrem Oberlauf auch die Vorflut der Genkinger Kläranlage auf.
Die Wiesaz hat zwischen den Ortschaften Bronnweiler und Gomaringen sowie zwischen Gomaringen und der Einmündung in die Steinlach einen natürlich gewundenen Gewässerlauf mit Prall- und Gleithangbereichen. Sie verläuft dort in einer breiten Talaue. Der Gewässerrand ist geprägt von einer naturnahen Auwaldgalerie aus Silberweiden, Eschen und Roterlen, die von vereinzelten Hybrid-Pappeln (populus×canadensis) überragt wird. Durch das Orkantief Lothar wurden zahlreiche Lücken in den geschlossenen Baumbestand gerissen. Im Bereich des ehemaligen Kalktuffsteinbruchs ist der Lauf der Wiesaz begradigt. Er wird dort ebenfalls von einem naturnahen Roterlen-Auenwald gesäumt.
Fast über die gesamte Länge des zur Quelle hin tief eingeschnittenen Wiesaztales gibt es asphaltierte Radwege. Die Gönninger Seen sind ein Naherholungsgebiet mit Liegewiese und großem Parkplatz. Sie bieten jedoch auch Lebensraum für zahlreiche, zum Teil seltene Pflanzen- und Tierarten. Dort sind z. B. Armleuchteralgen nachgewiesen. Es gibt Brutplätze von Wasseramsel und Zwergtaucher. Der See wird auch von der Wasserfledermaus als Nahrungshabitat genutzt.

### Zuflüsse
Von der Quelle zur Mündung. Auswahl.
- Durchfließt den obersten der Gönninger Seen nach der Talmühle von Reutlingen-Gönningen, über 0,3 ha
- Ahornbach, von links und Südwesten, 1,5 km
- Im Mündungswinkel des folgenden liegen in der Talaue die beiden unteren Gönninger Seen, zusammen 3,0 ha
- (Bach aus dem Ramstel), von rechts und Ostsüdosten, 2,5 km und 3,7 km². Die Wiesaz selbst ist bis dorthin 3,5 km lang, hat aber erst ein 2,9 km² großes Einzugsgebiet angesammelt. An diesem Zufluss wechselt sie von Nord- auf Westlauf.
- Aybach, von links und Südwesten in Gönningen, 0,8 km
- Seebach, von links und Südwesten in Gönningen, 1,0 km
- (Bach vom Hundsrücken), von links und Westsüdwesten gegenüber den ersten Häusern von Reutlingen-Bronnweiler, 1,2 km
- Kohlgrubenbächle, von rechts und Südosten in Bronnweiler, 1,4 km
- Kreuzlesbach, von rechts und Nordnordosten in Bronnweiler, 0,5 km
- Brühlbächle aus der Steinklinge, von rechts und Nordosten gleich nach Bronnweiler, 1,3 km
- Riedwiesengraben, von links und Südsüdwesten, über 0,4 km
- Pfitzenbächle oder Pfützenbach, von rechts und Nordnordosten vor der Schleifmühle von Gomaringen, 0,4 km
- Eiselbach, von rechts und Nordosten nach der Schleifmühle, 0,7 km
- Ochsengraben, von links und Südosten in Gomaringen, 1,3 km
- Erdmannsbach, von links und Südsüdosten in Gomaringen, 4,9 km und 6,1 km²
- Rosenbach, von links und Südsüdosten in Gomaringen, 1,1 km
Nach diesem Zufluss wendet sich die Wiesaz mehr und mehr auf nordwestlichen bis nördlichen Kurs.
- Mittelbruckgraben, von rechts am Hammerwerk nach Gomaringen, 1,3 km
- Spundgraben, von links und Süden, 6,2 km und 6,2 km²
- Vogtswiesengraben, von rechts und Osten gleich nach der Wiesazsägmühle von Dußlingen, 1,3 km
- Erlenbach, von rechts und Osten gegenüber der Pulvermühle von Dußlingen, 0,5 km